# 최인규 (1919년)
최인규(崔仁圭, 1919년 3월 9일 ~ 1961년 12월 21일, 경기 광주 서부면 미사리)는 대한민국의 정치인·공무원으로, 제4대 국회의원(광주군), 내무부 장관 등을 역임하였다. 본관은 경주(慶州).

## 생애

### 생애 초반
10세 때 광주군 구천면 상일공립보통학교(上一公立普通學校)에 입학, 4학년 때인 1932년 서울중앙기독교청년회 속성과에서 1년을 공부한 실력으로 1933년 서울 보성고등보통학교 2학년 보결시험에 합격하였다.
1941년 경성고등상업학교를 졸업하고 조선생명보험주식회사에 입사하여 광복 때까지 근무하였다. 연희전문학교 상과를 거쳐 1947년 뉴욕대학교 상과대학에 편입학하고, 1949년 졸업하여 귀국하였다.

### 학력
- 경성 연희전문학교 상학과 졸업(1945년)
- 미국 뉴욕 대학교 상학과 학사 졸업(1949년)
- 대한민국 국방대학교 행정학사 3기 졸업(1957년)

### 정관계 활동
1949년 대한교역공사(大韓交易公社) 업무부장으로 들어가 1950년 대한민국 정부의 동남아시아 무역사절단 대표로 파견되기도 했으며, 이사장까지 승진하였다. 그러나 이 공사의 해산으로 1951년 발족한 한국무역진흥주식회사로 옮겨 상무이사로 재직하다, 1954년 대한민국 3대 총선에 자유당 공천으로 경기도 광주에서 입후보하였으나 신익희에게 패배하여 낙선하였다. 1955년 이기붕의 알선으로 국제연합 한국부흥위원회(UNKRA) 뉴욕주재 한국대표로 임명되었고, 같은해 제네바회담에 한국업저버로 참석하였으며, 1956년 외자청장(外資廳長)이 되었다.
1958년 대한민국 4대 총선에 다시 광주군에서 자유당 공천으로 입후보하여 당선되고, 9월에 교통부장관에 기용되었다.
1959년 3월에는 이기붕의 추천으로 내무부장관이 임명되었고, 최인규는 나태하게 지령을 수행하다 실수로 이기붕이 당선을 위해 부정투표한다는 지령을 언론과 신문에 폭로되었다. 임화수의 지나친 권력욕심으로 부정투표가 실행되었고 부정선거로 이기붕이 당선되었고 그일로 인해 전국적으로 유혈충돌이 벌여졌다. 1960년 3·15 부정선거를 총지휘하여 유혈사태가 벌여졌고 시위대와 학생들을 발포 명령내리며 진압을 하고 체포한 시위대와 학생들을 공산주의자로 몰아 고문을 했고 그과정에 수많은 사람들이 죽었다. 4·19 혁명의 한 원인을 만든 장본인이기도 했다.

### 말년
1960년 4·19 혁명으로 자유당정권이 무너지자, 3·15 부정선거를 총지휘한 원흉으로 지목받아 같은해 5월 3일 구속되었다. 1961년 5·16 군사 정변 이후, 혁명재판에서 사형을 선고받고, 12월 21일 곽영주, 임화수 등과 같이 서울형무소에서 교수(絞首)되었다.

## 가족 관계
- 동생 : 최형규 (1921년 ~ 2009년 2월 3일, 형애장학재단 이사장[1][2]
- 동생 : 최상모(1922년 ~ .. )

## 최인규를 연기한 배우.

### 영화
- 허장강 - 《경무대 비화 잘돼갑니다》 (1967년)

### 텔레비전 드라마
- 남성훈 - 《제1공화국》 (1981년, MBC)
- 남성훈 - 《제2공화국》 (1989년, MBC)
- 민욱 - 《무풍지대》 (1989년, KBS2)
- 임선택 - 《야인시대》(2003년, SBS)

## 같이 보기
| - 자유당 - 4.19 혁명 - 3.15 부정선거 - 이정재 - 최형규 - 곽영주 - 이기붕 - 윤치영 - 임영신 - 이범석 - 이승만 | - 5.16 군사정변 - 박정희 - 장면 - 전성천 |

## 역대 선거 결과
|  | 43.58% |

|  | 58.64% |